# ふりぃ (曲)
『ふりぃ』は日本のシンガーソングライター阿部真央のデビュー・アルバム『ふりぃ』からの楽曲である。2008年にデビューアルバムのプロモーションシングルとしてリリースされた。この楽曲はアップビートなポップロック・ソングである。歌詞では、どれだけ自由だと感じるかや彼女の感情が表現されている。

## リリースとプロモーション
楽曲はTBS系の音楽番組「COUNT DOWN TV」2009年1月度オープニング曲、「mashuup!音王MUSIO」同年1月度エンディング曲、ポッキーチョコレート スペースシャワーTVバージョンCFソングに起用された。楽曲は2008年後半にラジオ局に発売され、2009年1月頃に人気を得るようになった。Japan Hot 100の1位に入った。

## ミュージック・ビデオ
ビデオは2008年11月22日に大喜多正毅によって撮影された。2010年1月2日現在、動画サイトYouTube上で68万回以上再生された。

## チャート成績
| チャート                | 最高 順位 |
| ----------------------- | --------- |
| Billboard Japan Hot 100 | 1         |
| Tokio Hot 100           | 6         |